# Аблетт, Гари
Га́рет И́ан «Га́ри» А́блетт (англ. Gareth Ian "Gary" Ablett; 19 ноября 1965, Ливерпуль, Ланкашир — 1 января 2012, Тарлетон, Северо-Западная Англия) — английский футболист, защитник, наиболее известный по выступлениям за «Ливерпуль» и «Эвертон».

## Карьера игрока

### «Ливерпуль»
Гари присоединился к «Ливерпулю», будучи ещё совсем юным. Он прошёл весь путь обучения прежде, чем дебютировал в команде Кенни Далглиша в сезоне 1986/87. К этому моменту он уже побывал в аренде в «Дерби Каунти» и «Халл Сити». Дебют Аблетта состоялся 20 декабря 1986 года в матче против «Чарльтон Атлетик» в гостях, завершившемся со счётом 0:0. В том сезоне он ещё 5 раз выходил на поле в составе первой команды. Год спустя Гари дошёл с «Ливерпулем» до финала Кубка Англии и выиграл Первый дивизион Футбольной лиги.
В 1988 году «Ливерпуль» столкнулся с проблемами в защите, когда серьёзные травмы получили Барри Венисон и Марк Лоуренсон. Аблетту представилась возможность проявить себя в команде, защита которой включала в себя Гари Гиллеспи, Стива Никола и Алана Хансена, и он свой шанс не упустил — проведя в сезоне 1987/88 22 матча за первую команду и окончательно завоевав место в первом составе, он вытеснил из основы Венисона, которому пришлось сесть на скамейку запасных. Травма же Лоуренсона оказалась столь серьёзна, что ему вскоре пришлось завершить карьеру.
В сезоне 1988/89 Гари лишь трижды не выходил на поле в матчах чемпионата и сыграл за клуб в 49 матчах во всех турнирах. Сезон запомнился, прежде всего трагедией на стадионе Хиллсборо в Шеффилде, которая произошла 15 апреля 1989 года перед началом полуфинального матча Кубка Англии между «Ливерпулем» и «Ноттингем Форест». В результате этой трагедии погибло 96 болельщиков «красных», самому младшему из которых было 10 лет. Аблетт, как уроженец Ливерпуля, особенно остро мог почувствовать масштабы этой катастрофы. Несмотря на то, что все в команде были потрясены событиями на стадионе и позднее принимали участие во встречах с многочисленными пострадавшими в давке, а также посещали похороны жертв трагедии, «Ливерпуль» всё же смог выиграть перенесённый матч против «Ноттингема», а в финале обыграл извечных соперников из «Эвертона» со счётом 3:2. По итогам сезона клуб выиграл Кубок Англии, но на последних секундах матча против «Арсенала» в последнем туре упустил победу в чемпионате — Майкл Томас принёс «канонирам» победу с нужным им счётом 2:0.
Появление в команде Гленна Хюсена и быстрый прогресс Стива Стонтона не позволили Аблетту появляться на поле столь часто, сколь он бы хотел. Однако, когда Хансена стали всё чаще мучить травмы, он был переведён с левого фланга обороны на позицию центрального защитника. Приход Дэвид Берроуза из «Вест Бромвич Альбион» окончательно определил в качестве позиции Гари центр обороны, именно в качестве центрального защитника он выиграл свой второй чемпионский титул в 1990 году.

### «Эвертон»
В феврале 1991 года Далглиша на посту тренера «Ливерпуля» сменил Грэм Сунесс, и в январе 1992 года Аблетт был продан в «Эвертон». Он дебютировал в лиге в составе «синих» 19 января 1992 и в течение нескольких сезонов оставался в этом клубе постоянным игроком основы. Гари помог «Эвертону» удержаться в Премьер-лиге в мае 1994 года, когда в последнем туре мерсисайдский клуб обыграл «Уимблдон» со счётом 3:2 и тем самым спасся от вылета. В 1995 году вместе с командой Аблетт стал обладателем Кубка Англии. По сей день он остаётся единственным игроком, который выигрывал старейший в мире футбольный трофей с обоими клубами из Ливерпуля.

### Завершение карьеры
В 1996 году Аблетт некоторое время был в аренде в «Шеффилд Юнайтед», а потом на постоянной основе подписал контракт с «Бирмингем Сити», где он составил пару центральных защитников с экс-игроком «Манчестер Юнайтед» Стивом Брюсом. В 1999 году главный тренер «Бирмингема» Тревор Фрэнсис разорвал контракт с Гари. Аблетт поиграл в «Блэкпуле» под началом бывшего игрока «красных» Стива Макмаона, после чего некоторое время выступал за «Уиком Уондерерс» и североамериканский «Лонг-Айленд Раф Райдерс», где в июне 2000 года он и закончил свою карьеру игрока.

## Карьера тренера
Летом 2002 года Аблетт занял пост тренера команды «Эвертона» для игроков младше 17 лет. До 2006 года он работал на разных постах в Академии этого клуба, пока летом 2006 года не вернулся в «Ливерпуль», где на посту главного тренера резервной команды он сменил Пако Эрреру. Что интересно, в «Эвертоне» его сменил другой футболист, в своё время выступавший за оба мерсисайдских клуба, — Кевин Шиди. В апреле 2008 года резервная команда «Ливерпуля», в которой играли почти исключительно молодые игроки стала чемпионом Северной Премьер-Лиги резервов, а в мае в финале против «Астон Виллы» выиграла титул абсолютного чемпиона среди резервных команд английских клубов. В июле 2008 года Гари получил лицензию тренера УЕФА категории Pro.

## Смерть
Умер 1 января 2012 года после 16 месяцев борьбы с неходжкинской лимфомой — редкой формой рака крови.

## Личная жизнь
Сын Гари Фрэйзер Аблетт (родился в 1991 году) в 2007 году подписал контракт с «Честер Сити».

## Достижения
- Чемпион Англии (2): 1988, 1990
- Обладатель Кубка Англии (2): 1989, 1995
- Обладатель Суперкубка Англии (4): 1988, 1989, 1990, 1995